# Dichotomius speciosus
Dichotomius speciosus är en skalbaggsart som beskrevs av Waterhouse 1891. Dichotomius speciosus ingår i släktet Dichotomius och familjen bladhorningar. Inga underarter finns listade i Catalogue of Life.